# ويندي هوغ
ويندي هوغ (بالفرنسية: Wendy Hogg) (و. 1956  م) هي سبّاحة كندية، ولدت في فانكوفر، شاركت في الألعاب الأولمبية الصيفية 1976، والألعاب الأولمبية الصيفية 1972، وسباحة في الألعاب الأولمبية الصيفية 1976 – سيدات 4 × 100 متر تتابع متنوع ‏.

## روابط خارجية
- ويندي هوغ على موقع الاتحاد الدولي للسباحة (الإنجليزية)
- ويندي هوغ على موقع SwimRankings.net (الإنجليزية)
- ويندي هوغ على موقع اللجنة الأولمبية الدولية (الإنجليزية)
- ويندي هوغ على موقع أوليمبيديا (الإنجليزية)
- ويندي هوغ على موقع اللجنة الأولمبية الكندية (الإنجليزية)
- ويندي هوغ على موقع اتحاد ألعاب الكومنولث (مؤرشف) (الإنجليزية)